# Ritchie Blackmore's Rainbow
Ritchie Blackmore's Rainbow är den brittiska hårdrocksgruppen Rainbows debutalbum, från 1975.

## Låtlista
Sida 1
1. Man on the Silver Mountain
2. Self Portrait
3. Black Sheep of the Family
4. Catch the Rainbow

Sida 2
1. Snake Charmer
2. The Temple of the King
3. If You Don't Like Rock 'n' Roll
4. Sixteenth Century Greensleeves
5. Still I'm Sad

## Musiker
- Ritchie Blackmore - gitarr
- Ronnie James Dio - sång
- Gary Driscoll - trummor
- Craig Gruber - bas
- Mickey Lee Soule - piano, mellotron, clavinet, orgel
- 1985 Recorded and album in Ljungaverk